# Črnkovci
Črnkovci es una localidad de Croacia situada en el municipio de Marijanci, en el condado de Osijek-Baranya. Según el censo de 2021, tiene una población de 634 habitantes.

## Geografía
Está situada a una altitud de 93 metros sobre el nivel del mar, a unos 300 km de la capital nacional, Zagreb.

## Demografía
| Gráfica de población de Črnkovci 1857-2021                         |
|                                                                    |
| Según los censos de población de la Oficina de Estadísticas Croata |